# علی‌آباد اعلاء
 علی‌آباد اعلا، روستایی از توابع بخش مرکزی شهرستان نرماشیر در استان کرمان ایران است.

## جمعیت
این روستا در دهستان عزیزآباد قرار دارد و براساس سرشماری مرکز آمار ایران در سال ۱۳۸۵، جمعیت آن زیر سه خانوار بوده‌است.